# Pneumonia por aspiração
Pneumonia por aspiração é um tipo de pneumonia que resulta da entrada nos pulmões de uma quantidade significativa de matéria do estômago ou da boca. Os sinais e sintomas mais comuns são febre e tosse de aparecimento relativamente rápido. Entre as possíveis complicações está o abcesso pulmonar. Por vezes inclui-se como subtipo a pneumonia química, a qual resulta da entrada nos pulmões de conteúdo ácido do estômago, mas não infecioso.
A infeção pode ser causada por diversas bactérias. Entre os fatores de risco estão a diminuição do estado de consciência, problemas de deglutição, alcoolismo, a presença de um tubo de alimentação e má higiene oral. O diagnóstico geralmente baseia-se no historial, sintomas, radiografia torácica e cultura bacteriana. A diferenciação em relação a outros tipos de pneumonia pode ser difícil.
O tratamento geralmente consiste na administração de antibióticos como a clindamicina, meropenem, associação ampicilina/sulbactam ou moxifloxacina. Em pessoas apenas com pneumonia química, geralmente não são necessários antibióticos. Entre as pessoas hospitalizadas com pneumonia, cerca de 10% dos casos são o resultado de aspiração. A doença é mais comum entre pessoas idosas, principalmente aqueles em lares de terceira idade. A doença afeta de igual forma ambos os sexos.